# Coppa delle nazioni del Golfo 2007
La Coppa delle Nazioni del Golfo 2007, 18ª edizione del torneo, si è svolta negli Emirati Arabi Uniti dal 17 al 30 gennaio 2007. È stata vinta dagli Emirati Arabi Uniti.

## Squadre partecipanti
- Oman
- Emirati Arabi Uniti (ospitante)
- Bahrein
- Iraq
- Kuwait
- Qatar
- Arabia Saudita
- Yemen

## Stadi
| Stadio Sheikh Zayed | Stadio Mohammed Bin Zayed | Al-Nahyan Stadium   |
| ------------------- | ------------------------- | ------------------- |
| Località: Abu Dhabi | Località: Abu Dhabi       | Località: Abu Dhabi |
| Capienza: 49 500    | Capienza: 60 000          | Capienza: 14 000    |
|                     |                           |                     |

## Fase a Gironi

### Gruppo A
| Team                | Pts | Pld | W | D | L | GF | GA | GD |
| ------------------- | --- | --- | - | - | - | -- | -- | -- |
| Oman                | 9   | 3   | 3 | 0 | 0 | 6  | 3  | +3 |
| Emirati Arabi Uniti | 6   | 3   | 2 | 0 | 1 | 6  | 5  | +1 |
| Kuwait              | 1   | 3   | 0 | 1 | 2 | 4  | 6  | -2 |
| Yemen               | 1   | 3   | 0 | 1 | 2 | 3  | 5  | -2 |

| Abu Dhabi 17 gennaio 2007                                                             | Emirati Arabi Uniti | 1 – 2                              | Oman | Stadio Sheikh Zayed |
| \| \| \| \| \| Ismail Matar 65’ \| Marcatori \| 36’ Fawzi Bashir 52’ Amad Al Hosni \| |                     |                                    |      |                     |
|                                                                                       |                     |                                    |      |                     |
| Ismail Matar 65’                                                                      | Marcatori           | 36’ Fawzi Bashir 52’ Amad Al Hosni |      |                     |

| Abu Dhabi 17 gennaio 2007                                          | Kuwait    | 1 – 1       | Yemen | Stadio Sheikh Zayed |
| \| \| \| \| \| Al-Mutawa 74’ (rig.) \| Marcatori \| 16’ Al-Maqi \| |           |             |       |                     |
|                                                                    |           |             |       |                     |
| Al-Mutawa 74’ (rig.)                                               | Marcatori | 16’ Al-Maqi |       |                     |

| Abu Dhabi 20 gennaio 2007                                              | Kuwait    | 1 – 2                 | Oman | Stadio Mohammed Bin Zayed |
| \| \| \| \| \| Al-Rashidi 81’ \| Marcatori \| 8’ Al-Hosni 85’ Saleh \| |           |                       |      |                           |
|                                                                        |           |                       |      |                           |
| Al-Rashidi 81’                                                         | Marcatori | 8’ Al-Hosni 85’ Saleh |      |                           |

| Abu Dhabi 20 gennaio 2007                                                | Emirati Arabi Uniti | 2 – 1         | Yemen | Stadio Mohammed Bin Zayed |
| \| \| \| \| \| Omar 2’ (rig.) Saeed 64’ \| Marcatori \| 90+2’ Al-Sasi \| |                     |               |       |                           |
|                                                                          |                     |               |       |                           |
| Omar 2’ (rig.) Saeed 64’                                                 | Marcatori           | 90+2’ Al-Sasi |       |                           |

| Abu Dhabi 23 gennaio 2007                                            | Oman      | 2 – 1    | Yemen | Stadio Mohammed Bin Zayed |
| \| \| \| \| \| Al-Touqi 1’ Al Busafy 88’ \| Marcatori \| 9’ Saleh \| |           |          |       |                           |
|                                                                      |           |          |       |                           |
| Al-Touqi 1’ Al Busafy 88’                                            | Marcatori | 9’ Saleh |       |                           |

| Abu Dhabi 23 gennaio 2007                                                              | Emirati Arabi Uniti | 3 – 2                     | Kuwait | Stadio Mohammed Bin Zayed |
| \| \| \| \| \| Matar 1’, 90+1’ Khalil 33’ \| Marcatori \| 31’ Al-Mutawa 35’ Al-Fahd \| |                     |                           |        |                           |
|                                                                                        |                     |                           |        |                           |
| Matar 1’, 90+1’ Khalil 33’                                                             | Marcatori           | 31’ Al-Mutawa 35’ Al-Fahd |        |                           |

### Gruppo B
| Team           | Pts | Pld | W | D | L | GF | GA | GD |
| -------------- | --- | --- | - | - | - | -- | -- | -- |
| Arabia Saudita | 7   | 3   | 2 | 1 | 0 | 4  | 2  | +2 |
| Bahrein        | 4   | 3   | 1 | 1 | 1 | 4  | 4  | 0  |
| Iraq           | 4   | 3   | 1 | 1 | 1 | 2  | 2  | 0  |
| Qatar          | 1   | 3   | 0 | 1 | 2 | 2  | 4  | -2 |

| Abu Dhabi 18 gennaio 2007                                                     | Arabia Saudita | 2 – 1             | Bahrein | Al-Nahyan Stadium |
| \| \| \| \| \| Al-Qahtani 26’ (rig.) 89’ \| Marcatori \| 13’ (rig.) Yousef \| |                |                   |         |                   |
|                                                                               |                |                   |         |                   |
| Al-Qahtani 26’ (rig.) 89’                                                     | Marcatori      | 13’ (rig.) Yousef |         |                   |

| Abu Dhabi 18 gennaio 2007                           | Qatar     | 0 – 1             | Iraq | Al-Nahyan Stadium |
| \| \| \| \| \| \| Marcatori \| 39’ H.M. Mohammed \| |           |                   |      |                   |
|                                                     |           |                   |      |                   |
|                                                     | Marcatori | 39’ H.M. Mohammed |      |                   |

| Abu Dhabi 21 gennaio 2007                                          | Bahrein   | 1 – 1             | Iraq | Al-Nahyan Stadium |
| \| \| \| \| \| Al-Marzouqi 8’ \| Marcatori \| 11’ H.M. Mohammed \| |           |                   |      |                   |
|                                                                    |           |                   |      |                   |
| Al-Marzouqi 8’                                                     | Marcatori | 11’ H.M. Mohammed |      |                   |

| Abu Dhabi 21 gennaio 2007                               | Arabia Saudita | 1 – 1      | Qatar | Al-Nahyan Stadium |
| \| \| \| \| \| Mouath 72’ \| Marcatori \| 10’ Nasser \| |                |            |       |                   |
|                                                         |                |            |       |                   |
| Mouath 72’                                              | Marcatori      | 10’ Nasser |       |                   |

| Abu Dhabi 24 gennaio 2007                                       | Qatar     | 1 – 2             | Bahrein | Al-Nahyan Stadium |
| \| \| \| \| \| Khalfan 19’ \| Marcatori \| 45’, 90+1’ Hubail \| |           |                   |         |                   |
|                                                                 |           |                   |         |                   |
| Khalfan 19’                                                     | Marcatori | 45’, 90+1’ Hubail |         |                   |

| Abu Dhabi 24 gennaio 2007                               | Arabia Saudita | 1 – 0 | Iraq | Al-Nahyan Stadium |
| \| \| \| \| \| Al-Qahtani 12’ (rig.) \| Marcatori \| \| |                |       |      |                   |
|                                                         |                |       |      |                   |
| Al-Qahtani 12’ (rig.)                                   | Marcatori      |       |      |                   |

### Semifinali
| Abu Dhabi 27 gennaio 2007                        | Oman      | 1 – 0 | Bahrein | Stadio Mohammed Bin Zayed |
| \| \| \| \| \| Al-Maimani 55’ \| Marcatori \| \| |           |       |         |                           |
|                                                  |           |       |         |                           |
| Al-Maimani 55’                                   | Marcatori |       |         |                           |

| Abu Dhabi 27 gennaio 2007                     | Arabia Saudita | 0 – 1       | Emirati Arabi Uniti | Al-Nahyan Stadium |
| \| \| \| \| \| \| Marcatori \| 90+1’ Matar \| |                |             |                     |                   |
|                                               |                |             |                     |                   |
|                                               | Marcatori      | 90+1’ Matar |                     |                   |

### Finale
| Abu Dhabi 30 gennaio 2007                   | Oman      | 0 – 1     | Emirati Arabi Uniti | Stadio Sheikh Zayed |
| \| \| \| \| \| \| Marcatori \| 72’ Matar \| |           |           |                     |                     |
|                                             |           |           |                     |                     |
|                                             | Marcatori | 72’ Matar |                     |                     |

## Marcatori
5 goal 
- Ismail Matar

3 goal 
- Yasser Al-Qahtani

2 goal 
- Amad Al Hosni
- A'ala Hubail
- Hawar Mulla Mohammed
- Bader Al-Mutawa

1 goal 
- Fahd Al-Fahd
- Fahad Al-Rashidi
- Sultan Al-Touqi
- Fawzi Bashir
- Badar Al-Maimani
- Hashim Saleh
- Khalfan Ibrahim
- Ali Hussein
- Malek Mouath
- Faisal Khalil